# Lili Carabina
Djanira Ramos Suzano (Rio de Janeiro, 1944 - Rio de Janeiro, 5 de abril de 2000), conhecida pelo pseudônimo de Lili Carabina, Djanira Metralha ou Djanira da Metralhadora, foi uma assaltante de bancos brasileira, infamemente notória nos anos 1970 e 1980 por participar de uma quadrilha que usava fantasias em suas ações criminosas. Djanira, particularmente, usava uma peruca loira, maquiagem pesada, óculos escuros e roupas justas para seduzir os guardas de segurança das agências enquanto seus comparsas entravam para executar o roubo. Ganhou o apelido de seus próprios cúmplices, apesar de utilizar sempre pistola 9mm, e não carabina, durante os assaltos.
Em uma entrevista à revista Veja disse ter sido uma "roceira de Minas". Casou-se por imposição dos pais, mas apaixonou-se por um traficante e fugiu com ele, tendo os primeiros dois filhos. Teria entrado no crime aos 20 anos, quando seu companheiro foi assassinado e ela, em vingança, matou os dois responsáveis. Em 1975, passou a ser assaltante de bancos.
Presa no final dos anos 80 (e condenada, ao todo, a mais de 100 anos de reclusão), chegou a fugir seis vezes da cadeia. Em 1988, ainda foragida, foi baleada na cabeça ao tentar furar uma blitz (portando armas e drogas) e passou 33 dias em coma. Uma das balas ficou alojada em sua cabeça e não foi retirada, e parte do lado esquerdo de seu corpo ficou paralisada, obrigando-a a usar muletas. Ao se recuperar, Djanira voltou para a Penitenciária Feminina Talavera Bruce, no Rio de Janeiro, onde tornou-se evangélica. Deveria cumprir pena até o ano 2019, mas foi beneficiada pelo indulto de natal de 1999, pelo presidente Fernando Henrique Cardoso por ter diabete aguda. Faleceu em liberdade, de infarto, no ano 2000. Teve dois filhos e uma filha.
Sua vida foi objeto de duas biografias escritas por Aguinaldo Silva (antes de ser autor de novelas, tinha sido repórter de polícia), Lili Carabina - retrato de uma obsessão e A História de Lili Carabina. Estes livros foram adaptados para o cinema no filme Lili, a estrela do crime, de 1989, com Betty Faria no papel-título.